# Gillhovs församling
Gillhovs församling var en församling inom Svenska kyrkan i Härnösands stift och i Bergs kommun i Jämtland, Jämtlands län. Församlingen uppgick 1926 i Hackås församling. 

## Administrativ historik
Församlingen bilades 13 april 1860 genom en utbrytning ur Hackås församling som kapellförsamling.
Församlingen var till 1864 annexförsamling i pastoratet Oviken, Myssjö, Hackås och Gillhov. Från 1864 till 12 februari 1926 annexförsamling i pastoratet Näs, Hackås och Gillhov. Församlingen återgick i Hackås församling 12 februari 1926 med egen kyrkobokföring till 1940.

## Kyrkor
- Gillhovs kyrka